# Roger Espinoza
Roger Aníbal Espinoza Ramírez (Puerto Cortés, 25 oktober 1986) is een Hondurees voetballer die bij voorkeur als defensieve middenvelder speelt. Hij keerde in januari 2015 terug bij Sporting Kansas City, dat hij twee jaar daarvoor verliet voor Wigan Athletic. In 2009 debuteerde hij voor het Hondurees nationaal elftal.

## Clubcarrière
Espinoza werd geboren in het Hondurese Puerto Cortés, maar verhuisde op twaalfjarige leeftijd naar Denver in de Verenigde Staten. In 2008 maakte hij zijn opwachting in de Major League Soccer bij Sporting Kansas City. Hij debuteerde op 9 april 2008 in de MLS tegen New England Revolution en op 17 juli 2008 scoorde hij zijn eerste doelpunt als prof tegen Columbus Crew. In januari 2013 verhuisde hij transfervrij naar Wigan Athletic. Hij debuteerde voor The Latics op 19 januari 2013 tegen Sunderland. Op 7 mei 2013 scoorde hij zijn eerste doelpunt in de Premier League tegen Swansea City. Op 11 mei 2013 won hij met Wigan de FA Cup na winst tegen Manchester City. Echter degradeerde de club drie dagen later nadat ze met 4-1 verloren in het Emirates Stadium tegen Arsenal. Op 4 januari 2014 scoorde hij zijn tweede doelpunt voor de club, in de FA Cup tegen MK Dons.

## Statistieken
| Seizoen | Club                 | Land             | Competitie          | Duels | Doelp. |
| ------- | -------------------- | ---------------- | ------------------- | ----- | ------ |
| 2008    | Sporting Kansas City | Verenigde Staten | Major League Soccer | 24    | 1      |
| 2009    | Sporting Kansas City | Verenigde Staten | Major League Soccer | 15    | 0      |
| 2010    | Sporting Kansas City | Verenigde Staten | Major League Soccer | 25    | 0      |
| 2011    | Sporting Kansas City | Verenigde Staten | Major League Soccer | 27    | 1      |
| 2012    | Sporting Kansas City | Verenigde Staten | Major League Soccer | 28    | 0      |
| 2013    | Wigan Athletic FC    | Engeland         | Premier League      | 12    | 1      |
| 2013/14 | Wigan Athletic FC    | Engeland         | Premier League      | 19    | 0      |
| 2014    | Wigan Athletic FC    | Engeland         | Premier League      | 12    | 1      |
| 2015    | Sporting Kansas City | Verenigde Staten | Major League Soccer | 17    | 1      |
| 2016    | Sporting Kansas City | Verenigde Staten | Major League Soccer | 31    | 1      |
| 2017    | Sporting Kansas City | Verenigde Staten | Major League Soccer | 31    | 1      |
| 2018    | Sporting Kansas City | Verenigde Staten | Major League Soccer | 20    | 1      |
| Totaal  | Totaal               | Totaal           | Totaal              | 261   | 8      |

## Interlandcarrière
In 2009 werd Espinoza voor het eerst opgeroepen voor het Hondurees nationaal elftal door toenmalig bondscoach Reinaldo Rueda. Hij werd geselecteerd voor de Copa Centroamericana 2009, die plaatsvond in eigen land. Op dat toernooi speelde hij 3 wedstrijden en scoorde hij het enige doelpunt tegen El Salvador. In juli van datzelfde jaar scoorde hij opnieuw voor Honduras, ditmaal in de CONCACAF Gold Cup 2009 tegen Grenada. Op 23 januari 2010 scoorde hij zijn derde interlanddoelpunt in de oefeninterland tegen de Verenigde Staten. Espinoza nam met het Hondurees olympisch voetbalelftal onder leiding van bondscoach Luis Fernando Suárez deel aan de Olympische Spelen van 2012 in Londen. Hij scoorde voor Honduras in de kwartfinale tegen Brazilië. Op 6 mei 2014 maakte bondscoach Luis Fernando Suárez bekend Espinoza mee te zullen nemen naar het wereldkampioenschap in Brazilië.

## Erelijst
Sporting Kansas City
- Lamar Hunt US Open Cup

2012
 Wigan Athletic
- FA Cup

2012/13